# Kom in de Kas
Kom in de Kas is het jaarlijkse publieksevenement van de Nederlandse glastuinbouw. Nadat al eerder open dagen waren georganiseerd werd in 1977 voor het eerst de slogan Kom in de Kas gebruikt. Het was toen een regionale promotiedag in het Westland. Met een recordaantal van 228.000 bezoekers in het jubileumjaar 2002 stond Kom in de Kas op de achtste plaats van de ranglijst van landelijke evenementen. De activiteit vindt gewoonlijk begin april plaats - vooral op zaterdag, maar met enkele locaties ook open op zondag.
Tijdens Kom in de Kas openen ruim 200 glastuinbouwondernemers (groenten-, bloemen- en plantentelers) een deel van hun bedrijf voor geïnteresseerde bezoekers. Tuinders geven uitleg over hun product en vaak kunnen er producten worden geproefd. Steeds vaker doen ook andere agrarische bedrijven mee. Ook sommige toeleveranciers houden open huis.

## Geschiedenis
Tijdens de Floriade in Rotterdam (1960) waren consumenten enthousiast over een presentatie van de groenteteelt. Daarna ontstond het idee om open dagen in bedrijven te organiseren. Halverwege de jaren 60 werden open dagen georganiseerd bij de opening van nieuwe glastuinbouwgebieden in het Westland. Het succes daarvan leidde in 1972 tot de eerste open dag in het tuinbouwgebied Sion (Rijswijk). In 1977 werd voor het eerst de activiteit onder de naam Kom in de Kas georganiseerd en in de beginjaren was er een secretariaat gevestigd bij de bloemenveiling in Honselersdijk (onderdeel van Royal FloraHolland). In 1982 trok het weekend zo'n 130.000 bezoekers in 23 gebieden. In 1989 deden er inmiddels locaties in alle 12 provincies mee. In de jaren 1980 werd het evenement georganiseerd vanuit de Vereniging van Nederlandse Tuinbouw Studiegroepen.
In 2003 werd het weekend genoemd in de ReSpons Evenementenmonitor als een van de tien grootste landelijke evenementen, met 225.000 bezoekers. Anno 2006 deden er 29 teeltgebieden mee, en lag de focus meer op de nieuwe technologische vernieuwingen. Inmiddels trokken de activiteiten meer dan 200.000 bezoekers per jaar bij goed weer en meer dan 150.000 bij wat minder weer.

## Organisatie
Verspreid over het land zijn er verschillende Kom-in-de-Kas-commissies bestaande uit vrijwilligers van voornamelijk tuinders. Zij organiseren de Kom in de Kas voor die regio en staan er vrij in dit evenement in die regio jaarlijks of om het jaar te houden. Boven deze commissies staat het landelijk bestuur. Deze bepaalt de datum, het thema en zorgen voor de landelijke sponsoring. Het bestuur wordt bijgestaan door een aantal adviseurs en communicatiebureaus. De coördinatie ligt bij LTO Groeiservice, het grootste netwerk voor glastuinbouwondernemingen.

## Locaties
Anno 2009 deden er diverse regio's over het land mee aan de activiteiten. Hoewel Kom in de Kas zowel op zaterdag als zondag is, zijn niet alle gebieden beide dagen open. Te weten:
- Drenthe: Erica en Klazienaveen
- Flevoland: Almere Buitenvaart en Luttelgeest
- Friesland: Drachten-Opeinde
- Gelderland: Bommelerwaard en Lingewaard
- Groningen: Zuidbroek, Zandeweer en Uithuizen
- Limburg: Belfeld en Reuver
- Noord-Brabant: Gemert-Bakel en Laarbeek
- Noord-Holland: Kudelstaart / De Kwakel, Heerhugowaard de Noord en Zaanstad
- Overijssel: Twente en IJsselmuiden
- Utrecht: Mijdrecht
- Zeeland: Bathpolder
- Zuid-Holland: Berkel en Rodenrijs, Roelofarendsveen, Hoeksche Waard, Barendrecht, Zevenhuizen, Voorne-Putten en Westland.

Naast telers doen er ook onderzoeksinstellingen zoals Wageningen UR mee aan de open dag.